# FC Patro Hoevenen
FC Patro Hoevenen is een Belgische voetbalclub uit Hoevenen.

## Geschiedenis
De club werd in 1967 opgericht en heeft als stamnummer R61077. De clubkleuren zijn blauw en wit.